# Schwäbische Hausfrau
Die schwäbische Hausfrau ist eine Metapher für eine an Sparsamkeit orientierte Haushaltsführung, die durch die damalige Bundeskanzlerin Angela Merkel auf dem Bundesparteitag der CDU 2008 in Stuttgart bekannt wurde. In der Folgezeit hat sich an der Metapher ein Diskurs über die Unterschiede zwischen Privathaushalten, Unternehmenshaushalten und Staatshaushalten entzündet.

## Unterschiedliche Haushaltsführung
Im Unterschied zu privaten Haushalten und Unternehmen gelten Staaten als Institution mit Ewigkeitsgarantie. Der Existenz des Kapitalstocks wird an Kapitalmärkten eine extrem lange Dauer unterstellt, was sich an Renditen für Staatsanleihen mit langer Laufzeit ablesen lässt. Anfang August 2019 wurden beispielsweise Bundesanleihen mit einer dreißigjährigen Laufzeit zu negativen Zinsen durch den deutschen Staat ausgegeben. Anders als eine schwäbische Hausfrau hat ein Staat keine Lebensdauer und muss die durch ihn aufgenommenen Kredite nicht zwangsläufig tilgen. Schulden sind bei Staaten in Hinsicht auf unterschiedliche Faktoren, wozu unter anderem die gesamtwirtschaftliche Leistungsfähigkeit, das Zinsniveau und die bestehende Schuldenquote zählen, zu bewerten.

## Rezeption
Die Ökonomin Isabella M. Weber sieht die Idee der Tugendhaftigkeit des Sparens in Deutschland seit dem Kaiserreich kulturell tief verankert. Auch die Nazis hätten mit dem Slogan „kämpfen – arbeiten – sparen“ die Ideologie weiter vorangetrieben. Jedes Kind bekomme auch heute noch beigebracht, dass das Sparen tugendhaft sei. Problematisch sei es, wenn die Idee der individuellen Tugendhaftigkeit auf den Staat übertragen werde. Weber zufolge sei die Metapher der schwäbischen Hausfrau latent sexistisch, sie halte es für absurd im Jahr 2024 mit der „Hausfrauen-Metapher hausieren zu gehen, um [...] Kürzungen zu rechtfertigen“. Die Kürzungen im Bundeshaushalt würden zu Preissteigerungen führen. Weber verweist auch auf das durch John Maynard Keynes herausgearbeitete Sparparadoxon. Spare der Staat, führe dies zu einem wirtschaftlichen Einbruch, was im Ergebnis bedeute, dass die Privaten weniger anstatt mehr sparen können.
Der dänische Ökonom Jacob Funk Kirkegaard äußerte sich in einem Interview mit dem Spiegel zum Sprachbild der schwäbischen Hausfrau: Dieses zeuge von „ökonomischem Analphabetismus“. Eine Hausfrau altere und müsse Geld für die Rentenzeit zurücklegen. Staaten hingegen lebten ewig – deren Wirtschaft müsste jedoch fit für die Zukunft gemacht werden. Sich am Verschuldungsgrad von 60 Prozent nach den Maastricht-Kriterien bzw. den Verschuldungsregeln der deutschen Schuldenbremse zu orientieren helfe nicht dabei, dieses Ziel zu erreichen und könne eine Wirtschaftskrise verstärken. Die durch die Schuldenbremse verordnete Sparsamkeit sei eine „makroökonomische Verrücktheit“.